# رابین‌هود مارکتس
رابین‌هود مارکتس (انگلیسی: Robinhood Markets) شرکت خدمات مالی آمریکایی است، که در زمینه ارائه خدمات سرمایه‌گذاری آنلاین، خدمات کارگزاری در بازار بورس، مبادلات سهام و مدیریت صندوق‌های قابل معامله در بورس، همچنین ارائه خدمات مبادلات بیت‌کوین و اتریم فعالیت می‌کند. شرکت رابین‌هود در سال ۲۰۱۳ توسط ولادیمیر تنف و بایجو بهات تأسیس شد. دفتر مرکزی این شرکت در شهر منلو پارک، کالیفرنیا قرار دارد. شرکت‌های ئی-ترید، تی‌دی امریترید و چارلز شواب کورپوریشن، رقبای اصلی رابین‌هود مارکتس در ایالات متحده می‌باشند.